# 3247 Di Martino
3247 Di Martino eller 1981 YE är en asteroid i huvudbältet som upptäcktes den 30 december 1981 av den amerikanske astronomen Edward L.G. Bowell vid Anderson Mesa Station. Den är uppkallad efter den italienska astronomen Mario di Martino.
Asteroiden har en diameter på ungefär 13 kilometer.